# 平头冠蛭蚓
平头冠蛭蚓（学名：Stephanodrilus truncatus）为蛭蚓科冠蛭蚓属的动物，俗名平头斯蒂芬蚓。在中国大陆，分布于河南等地。该物种的模式产地在河南淅川。